# Lammertal Straße
Die Lammertal Straße (B 162) ist eine Landesstraße in Österreich. Sie führt auf einer Länge von 19 km von Golling im Salzachtal (Salzachtal Straße B 159, mit Anbindung Tauern Autobahn A 10) entlang der Lammer im unteren Lammertal zur Pass Gschütt Straße (B 166) bei Abtenau.

## Geschichte
Die Golling-Abtenau-Radstädter Straße gehört zu den 20 Straßen, die im Salzburger Straßengesetz vom 14. Jänner 1873 ausdrücklich als Landesstraßen bezeichnet werden.
Die Pass Gschütt Straße zwischen Golling und Gosauzwang gehört seit dem 1. Jänner 1951 zum Netz der Bundesstraßen in Österreich. Am 1. Jänner 1973 wurde die Pass Gschütt Straße namentlich verlegt (von Abtenau südwärts, wieder Richtung Ennspongau), deren alte Strecke zwischen Golling und Abtenau, durch die Lammeröfen, wird seither als Lammertal Straße bezeichnet, obschon die Hälfte des Lammertals von der heutigen Pass Gschütt Straße durchzogen wird.